# 山田茉莉
山田 茉莉（やまだ まり、1982年7月26日 - ）は、日本の女性声優、ナレーター。青森県出身。

## 人物
2009年3月にトリトリオフィス退所後フリー期間を経て、2012年から2021年3月までザ・ユニバースに所属していた。2021年4月にアトミックモンキー所属。
2014年7月26日、ブログにて結婚を報告した。
2025年3月31日付でアトミックモンキーを退所、翌4月1日、自身のSNSで、アールボワとエージェント契約したことが発表された。

## 出演作品

### テレビアニメ
2005年
- おねがいマイメロディシリーズ（2005年 ‐ 2009年、リスくん、チューミ） - 4シリーズ

2006年
- 人造昆虫カブトボーグ V×V（相馬友子）
- Strawberry Panic（女生徒）

2007年
- Yes!プリキュア5（2007年 - 2009年、増子美香、生徒） - 2シリーズ
- 猫ラーメン〜俺の醤油味〜（子供）

2008年
- ef -a tale of memories.（校内放送）

2009年
- ジュエルペット（2009年 - 2010年、チエ）

2015年
- パンチライン（ムヒ）

2023年
- キボウノチカラ〜オトナプリキュア'23〜（増子美香）

### ゲーム
- 11eyes CrossOver（愛理梄）
- 超兄貴聖なる〜プロテイン伝説〜（MEN吉）
- ティンクルスター スプライツ 〜La Petite Princesse〜（ガオガオ、天神ミコト）
- ToHeart2 ダンジョントラベラーズ
- 燃えろ!熱血リズム魂 押忍!闘え!応援団2（白咲凛）

### ラジオ
- 國府田マリ子のGM（ラジオ大阪、2001年4月 - 2002年9月）
- Vステ夏の陣JAPAN〜VSJ 史上最弱のテーマパーク〜（ラジオ大阪、2001年6月24日）
  - Vステ冬の陣2001〜番組対抗 お好み焼き生デリスペシャル〜（ラジオ大阪、2001年12月8日・9日）
- GMCDSP2 on 声優V-STATION（ケータイラジオ 声優V-STATION、2005年8月、ゲスト）
- Tsudaken’s Room（ケータイラジオ 声優V-STATION、2006年2月、ゲスト）
- V・バレンタインメッセージ3分ラジオ（ケータイラジオ 声優V-STATION、2006年2月14日）
- ターゲットpresents『田中まやと山田茉莉のM×Mらじお♪』（ターゲットイノベーションラジオ、2009年10月2日 - 2011年10月21日）

### ナレーション
- 東京キャラクターショー2001声優グランプリブース
- こちら東海です。（BS・CS釣りビジョン、2011年4月21日 - ）
- 週刊AKB（テレビ東京、2011年4月22日）
- 健康カプセル！ゲンキの時間（TBS系列、2012年4月1日 - ）
- ヒャッキン (テレビ東京、2017年 - 、ナレーター特別出演・不定期）
- 極主夫道 玉木宏主演！新日曜ドラマ「極主夫道」の裏側にカチコミ！放送直前SP（読売テレビ、2020年10月）

### ドラマCD
- ま・る・ご・と よみきかせ昔話
- ナースウィッチ小麦ちゃんマジカルて風雲弁天町！Vステ春の陣 小麦危機一髪（AD茉莉）
- かわいいかくれんぼ

### CM
- よませ温泉スキー場 (2018年）